# Would you
Would you is een nummer van Iris. Het is tevens het nummer waarmee ze België vertegenwoordigde op het Eurovisiesongfestival 2012 in de Azerbeidzjaanse hoofdstad Bakoe, waar ze 17de eindigde. België schopte het in 2012 dus niet tot de grote finale. Het liedje werd gekozen tijdens de Belgische nationale finale, op zaterdag 17 maart 2012.

## Hitnoteringen

### VlaamseUltratop 50
| Hitnotering: (Week 1 t/m 4) 07-04-2012 t/m 28-04-2012 Hitnotering: (Week 5) 02-06-2012 | Hitnotering: (Week 1 t/m 4) 07-04-2012 t/m 28-04-2012 Hitnotering: (Week 5) 02-06-2012 | Hitnotering: (Week 1 t/m 4) 07-04-2012 t/m 28-04-2012 Hitnotering: (Week 5) 02-06-2012 | Hitnotering: (Week 1 t/m 4) 07-04-2012 t/m 28-04-2012 Hitnotering: (Week 5) 02-06-2012 | Hitnotering: (Week 1 t/m 4) 07-04-2012 t/m 28-04-2012 Hitnotering: (Week 5) 02-06-2012 | Hitnotering: (Week 1 t/m 4) 07-04-2012 t/m 28-04-2012 Hitnotering: (Week 5) 02-06-2012 | Hitnotering: (Week 1 t/m 4) 07-04-2012 t/m 28-04-2012 Hitnotering: (Week 5) 02-06-2012 | Hitnotering: (Week 1 t/m 4) 07-04-2012 t/m 28-04-2012 Hitnotering: (Week 5) 02-06-2012 |
| Week:                                                                                  | 1                                                                                      | 2                                                                                      | 3                                                                                      | 4                                                                                      |                                                                                        | 5                                                                                      |                                                                                        |
| -------------------------------------------------------------------------------------- | -------------------------------------------------------------------------------------- | -------------------------------------------------------------------------------------- | -------------------------------------------------------------------------------------- | -------------------------------------------------------------------------------------- | -------------------------------------------------------------------------------------- | -------------------------------------------------------------------------------------- | -------------------------------------------------------------------------------------- |
| Positie:                                                                               | 34                                                                                     | 19                                                                                     | 25                                                                                     | 32                                                                                     | uit                                                                                    | 35                                                                                     | uit                                                                                    |

### VlaamseRadio 2 Top 30
| Hitnotering: 24-03-2012 t/m 28-07-2012 | Hitnotering: 24-03-2012 t/m 28-07-2012 | Hitnotering: 24-03-2012 t/m 28-07-2012 | Hitnotering: 24-03-2012 t/m 28-07-2012 | Hitnotering: 24-03-2012 t/m 28-07-2012 | Hitnotering: 24-03-2012 t/m 28-07-2012 | Hitnotering: 24-03-2012 t/m 28-07-2012 | Hitnotering: 24-03-2012 t/m 28-07-2012 | Hitnotering: 24-03-2012 t/m 28-07-2012 | Hitnotering: 24-03-2012 t/m 28-07-2012 | Hitnotering: 24-03-2012 t/m 28-07-2012 | Hitnotering: 24-03-2012 t/m 28-07-2012 | Hitnotering: 24-03-2012 t/m 28-07-2012 | Hitnotering: 24-03-2012 t/m 28-07-2012 | Hitnotering: 24-03-2012 t/m 28-07-2012 | Hitnotering: 24-03-2012 t/m 28-07-2012 | Hitnotering: 24-03-2012 t/m 28-07-2012 | Hitnotering: 24-03-2012 t/m 28-07-2012 | Hitnotering: 24-03-2012 t/m 28-07-2012 | Hitnotering: 24-03-2012 t/m 28-07-2012 | Hitnotering: 24-03-2012 t/m 28-07-2012 |
| Week:                                  | 1                                      | 2                                      | 3                                      | 4                                      | 5                                      | 6                                      | 7                                      | 8                                      | 9                                      | 10                                     | 11                                     | 12                                     | 13                                     | 14                                     | 15                                     | 16                                     | 17                                     | 18                                     | 19                                     |                                        |
| -------------------------------------- | -------------------------------------- | -------------------------------------- | -------------------------------------- | -------------------------------------- | -------------------------------------- | -------------------------------------- | -------------------------------------- | -------------------------------------- | -------------------------------------- | -------------------------------------- | -------------------------------------- | -------------------------------------- | -------------------------------------- | -------------------------------------- | -------------------------------------- | -------------------------------------- | -------------------------------------- | -------------------------------------- | -------------------------------------- | -------------------------------------- |
| Positie:                               | 28                                     | 24                                     | 18                                     | 15                                     | 12                                     | 10                                     | 9                                      | 7                                      | 6                                      | 5                                      | 2                                      | 6                                      | 8                                      | 10                                     | 14                                     | 18                                     | 21                                     | 23                                     | 29                                     | uit                                    |